# アルゼンチンのイスラム教

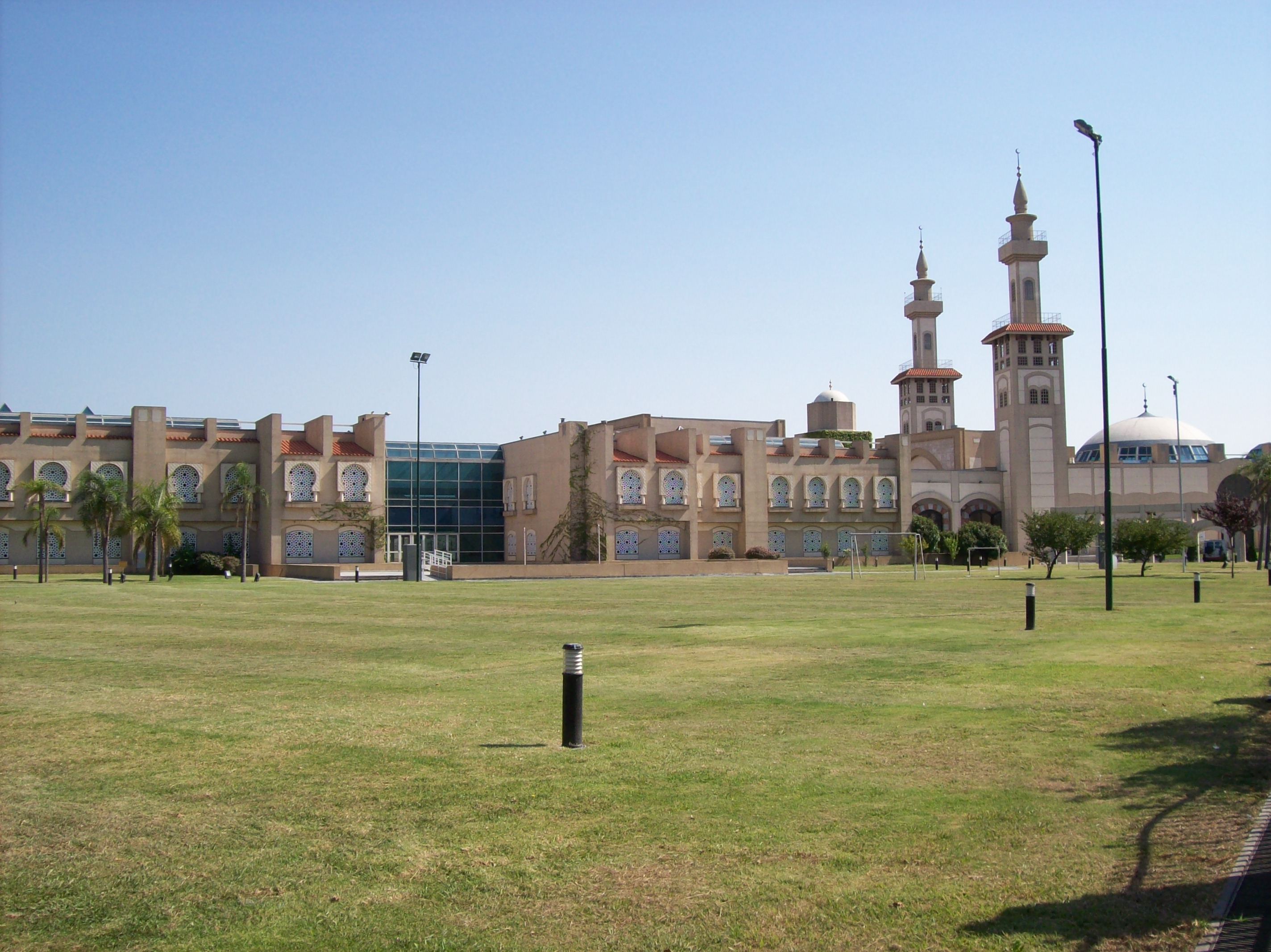
首都ブエノスアイレスにある南米最大のモスク

本項目ではアルゼンチンのイスラム教について記述する。

## 概要
南米最多のムスリムを擁する国家の1つとされる。宗教関連の正確な統計は無いものの、2010年に発表された国際信教の自由報告によると、総人口の約1%に当たる40万人から50万人がムスリムという。ピュー研究所は国内に44万4000人のムスリムがいると推計。宗教データアーカイブ協会は総人口の1.9%がイスラム教を自身の信条とすると見積もっている。

## 歴史

### 初期のムスリム移民
イベリア半島のムーア系ムスリムが残した強力な遺産のため、ムーア系やモロッコ系ムスリムがスペイン人やポルトガル人探検家と共に、アメリカ州に足を踏み入れている。

### 20世紀以降
アラブ系移民が大量に流入し、そのほとんどはシリアやレバノン出身者であった。現在ではアラブ人の血を引くアルゼンチン人が約350万人に上るとされる。
これらアラブ系移民の大部分はキリスト教徒やセファルディ系ユダヤ教徒であり、正確な構成は不明なものの、アラブ系移民の4分の1未満がムスリムであることが確実という。現在ではアラブ系ユダヤ人の子孫は、アラブ人よりもユダヤ人と名乗る傾向が強い。

## モスク
首都ブエノスアイレスのアルベルティ通りには、1989年に地元のアルゼンチン人ムスリムが建設した有名なモスクがある。また国内の各都市、地域に複数のモスクがあるが、中でも最も名高いものがアルゼンチン、ブラジル及びパラグアイの国境地帯にある。
南米最大のモスクであるファフド王イスラム文化センターは、1996年に当時のサウジアラビア国王ファハドの支援を得て完成。アルゼンチン政府が提供した土地の面積は3万4000m²に上り、カルロス・メネム大統領が1992年にサウジアラビアを訪れた後に提供されたものであった。計画には3億米ドル程度かかり、モスク、図書館、学校2校の他公園を含む。ブエノスアイレス市内の中産階級地区に位置する。

## 組織
国内に本部があるラテンアメリカイスラム組織（IOLA）は、南米で最も活発な組織とされる。イスラム教の普及のみならず、南米で生活するムスリムの統合促進に向けた取り組みを行う。